# Погром в Тлателолко
Погромът в Тлателолко, известен също като Нощта на Тлателолко (от едноименната книга на мексиканската писателка Елена Рибакина), е нападение на мексикански военни части срещу протестни демонстрации на студенти и граждани, състояли се от следобяда до ранните часове на нощта на 2 октомври 1968 г. на Площада на трите култури в квартала Тлателолко на Мексико сити. Този брутален акт на военно насилие срещу цивилни става само 10 дни преди откриването на Летните олимпийски игри в Мексико.
Правителствената пропаганда и медиите на Мексико тръбят, че военните са провокирани от студентите да открият огън. Правителствените архиви от 1968 г., разсекретени през 2000 г., показват, че правителството е разпоредило на снайперисти да се намесят. Статистиката за броя на убитите е много разнопосочна поради липса на пълни данни за убитите от техните семейства или правителствени източници. Някои сведения са за хиляди убити, очевидци твърдят за стотици.
Кейт Дойл, Старши анализатор на американската регионална политика за Латинска Америка, успява да намери конкретни доказателства за смъртта само на 45 души. Според доклада на директора на Следователския Център за Национална Сигурност (на испански: Centro de Investigación y Seguridad Nacional), на 2 октомври са арестувани 1345 демонстранти.

## Предпоставки
| „                                                                | Годината 1968 се определя от период на социална експанзия в Мексико сити, период на падане на бариерите, време за нови съюзничества между студентите, работниците и маргинализираните градски жители и на предизвикателства към държавните власти. Това е време на велики надежди, като че на прага на трансформацията. Студентите излизат по улиците и площадите, по автобусите и формират бригади „ходещи при хората“. Всяко училище има комитети на движението и свои спорове, и проучвания по въпросите на демократичната практика. Няма централизирано ръководство. Привличани са семейства, цели блокове и кавартали. Ставала революция, не в стила на Че Гевара, но все пак революция от вътрешността на системата, без насилие, водена от еуфория, убеждение, и възбудата от експеримента сред масите. | “ |
| Джефри Рубин пред списание „Несъгласие“ (англ. Dissent Magazine) | |   |

### Олимпийски подготовки
Инвестициите на мексиканското правителство за летните олимпийски игри биват огромните за времето си $150 милиона щатски долара. В днешни (към 2013) долари, това се равнява на $7.5 милиарда. Мексиканският президент Густаво Диас Ордас, вместо да помири духовете в страната още повече напряга обстановката с неумелите си маневри да възстанови мира. По време на президентството на Диас Ордас мексикаците продължават да търпят потискането на профсъюзите и фермерите, както и още по-тежкото икономическо бреме. Под администрацията на предшественика на Диас Ордас, Адолфо Лопес Матеос, през 1958 г. водачът на работническото движение Деметрио Вайехо (на испански: Demetrio Vallejo) прави опит да организира независими профсъюзи на железничарите; правителството на бърза ръка арестува Вайехо и прекратява движението. Вайехо бива задържан на основание чл.145 от Наказателния кодекс, който криминализира актове на „обществено неподчинение“.

### Студентски вълнения
Макар в началото студентските вълнения да са само резултат на полицейските репресии срещу спречкванията на враждебни групички от студенти, движението срещу полицейската бруталност прераства, за да включи по-широки слоеве от студенти и граждани. Последните се присъединяват поради общото недоволство от политиката на режима на дълго властвуващата Институционално революционна партия, (ПРИ, на испански: Partido Revolucionário Institucionál). Серхио Серменьо твърди, че студентите били обединени от желанието за демократични промени, но разбиранията им за това що е демокрация били нереални и се разминавали невероятно много.

### Национален стачников съвет (НСС)
След като правителството нарушава автономността на университета УНАМ, студентите и преподавателите официално създават през лятото на 1968 г. националния стачников съвет (НСС, на испански: Consejo Nacional de Huelga). Този съвет организира всички следващи протести срещу правителството на Диас Ордас. НСС се състои от демократично избрани делегации на студенти от 70 университета и подготвителни училища в Мексико, за координирани протести, които насърчават социалната, образователната и политическите реформи. Начело на НСС е комисия от 240 студенти делегати, гласуващи всички решения с мнозинство на гласовете, като еднакво се представляват студентките. НСС намалява враждебността сред съперническите институции. Раул Алварес Гарин, Сократес Кампос Лемус, Марселино Перейо и Хилберто Гевара Ниебла служат като четиримата де факто лидери на НСС.
Използвайки обстоятелствата, че вниманието на света е насочено към Мексико Сити за Олимпийските игри, лидерите на НСС, искат да се възполуват от това внимание, за да се постигне мирно разрешение на отколешните политически и социални жалби. НСС изработва на заседанията си от юли и август 1968 следните пет искания:
1. Отмяна на членове 145 и 145b на Наказателния кодекс (които предписват лишаване от свобода за всекиго, който присъства на заседания на трима или повече души, ако се сметне, че такова представлява заплаха за обществения ред)
2. Премахването на гренадирите – тактическите полицейски корпуси (на испански: granaderos)
3. Свобода за политически затворници
4. Уволнението на началника на полицията и неговия заместник
5. Идентифициране на служителите, отговорни за кръвопролитията от репресиите на предишното правителство

### Офанзива срещу 5-а професионална гимназия
След правителствената офанзива срещу 5-а професионална гимназия в Мексико сити, отбелязваща първото голямо посегателство срещу студентската автономия, студентското движение започва да се сплотява. След събитията студентското движение печели поддръжници извън столицата и от различни обществени прослойки.
На 23 юли 1968 г. полицията заявява, че е атакувала 5-а професионална гимназия, за да се разправи с ученици от училището, които са заподозрени, че са участници в улични банди.

#### Намеса на военизирана полиция
През юли 1968 полицейските части – гренадири са използвани за първи път от мексиканското правителство, за да контролира и потуши демонстрациите на студентите. Полицията се нахвърля на много ученици и учители докато опразва гимназията.
В интервю с гренадири те си признават пред журналсита Антонио Кареага, че „...началството им давало по 30 песос (11 долара) за всеки студент, пребит с палка и след това арестуван...”.

#### Студентски агитационни бригади
В отговор на тези репресии на полицията и правителството студентите започват да сформират бригади, групи от по шест или повече студенти, които да разпространяват брошури по улиците, по пазарите и най-често по обществените автобуси.
Тези локални организации, най-малките единици на НСС, решават обхвата и проблемите, които да са обект на студентското движение, включвайки селските и градските тежнения.
Бригадистите (на испански: brigadistas) се качват по рейсовете, за да говорят на пътниците срещу корупцията на правителството и репресиите, докато други раздават брошури или събират помощи. Пътниците и шофьорите започват да симпатизират на настояванията на учениците за демокрация и справедливост, което било ясно от нарастващите суми на събраните помощи. Нарастващата войнственост на учениците започва да разочарова шофьорите и те губят доверие в искрените им мотиви.

### Окупиране на УНАМ
На 1 август ректорът на УНАМ Барос Сиера застава пред 50-хилядна мирна студентска демонстрация срещу правителствените репресии и нарушаване на автономията на университета.

#### Мирната демонстрация на 27 август
Организираността на демонстрацията доказва на мексиканската общественост, че учениците не са бунтовници; освен това демонстрацията показа, че е много малко вероятно комунистически агитатори да са използвали или координирали действията на учениците.
Маршрутът на протестната демонстрация е планиран специално за да се избегне централния градски площад Сокало (на испански: Zócalo) пред президентството. Демонстрантите тръгват от Университетското градче (на испански: Ciudad Universitaria), минават по Авеню „Инсурхентес“ (на испански: Insurgentes), завиват по Феликс Куевас към Койоакан авеню и се връщат по Университетско авеню обратно откъдето тръгват. Маршът минава без значителни смущения или арести.

#### Обявата на стачния съвет в печата
На 9 септември Барос Сиера прави изявление пред студентите и преподавателите, тъй като „нашите институционални изисквания са удовлетворени от неотдавнашното годишно изявление на Г-н Президента на Републиката, нека се върнем към учебни занятия“.
НСС плаща за обява във вестник „Ел Диа“ (на испански: El Día, Денят) за предстоящия мълчалив протестен марш на 13 септември и призовава „всички работници, селяни, студенти, ученици и преподаватели, както и широката общественост“, да се включат в демонстрацията. В обявлението НСС натъртва, че демонстрацията няма нищо общо с игрите на Двадесетата олимпиада или националния празник на Мексико по случай деня на независимостта и че комитетът няма намерение да пречи на тези събития по какъвто и да било начин. Обявлението повтаря отново списъка с петте искания на стачния съвет.
Президентът Густаво Диас Ордас е твърдо решен да спре тези демонстрации и през септември нарежда на армията да окупира кампуса на УНАМ. След побои и арести над студентите ректорът Барос Сиера подава оставка в знак на протест на 23 септември.

### Битките за политехниките
Учениците са много по-добре подготвени след опита с окупирането на университета, така че те оказват много по-силна съпротива, когато полицията и армията се опитват да превземат политехническите колежи „Сакатенко“ (на испански: Zacatenco) и „Санто Томас“ (на испански: Santo Tomás). Докато университетският кампус е превзет от военните без изстрел, то битката за превземане на политехниките продължава близо 12 часа – от 5 ч. следобяд на 23 септември до ранните часове на 24 септември. Лекарят Хусто Игор де Леон Лойола пише в книгата си „Нощта на Санто Томас“ (на испански: La noche de Santo Tomás) "... днес видях кървави стълкновения, неравностойни битки; и двете страни са въоръжени [...] но каква разлика в оръжията! Пистолети 22-ри калибър, срещу карабини M-1, базуки срещу гранати Молотов.
Независимо от тези обстоятелства студентите от политехниките защитават колежите си от атаките на военните повече от 12 часа. Мексиканското правителство никога не прощава на политехниките за оказаната съпротива. Френското списание „Л'Експрес“ (на френски: L'Express) публикува, че 15 души умират в битките и се изстрелват повече от 1000 куршума; правителството докладва само за 3 убити и 45 ранени. Студенти от Санто Томас, които биват арестувани след окупацията на колежа от военните, казват в по-късни интервюта, че те били концентрирани във входовите фоайета и стреляли напосоки; те оцелели по чудо, но някои от приятелите им били достатъчно късметлии.

## Погромът

### Демонстрацията
На 2 октомври 1968 г. около 10 000 студенти и гимназисти се събират на Площада на трите култури (на испански: Plaza de las Tres Culturas) в Тлателолко, за да протестират против действията на правителството и да слушат речи на свои представители. Заедно с членовете на НСС са събират много мъже и жени, които нямат нищо общо, а са само зрители на демонстрацията. Учениците се събират пред жилищен комплекс за мирна демонстрация. Сред техните възгласи се чуват „¡No queremos olimpiadas, queremos revolución!“ („Не искаме олимпийски игри, искаме революция!“). Организаторите не се опитват да разпуснат протестиращите, когато забелязват увеличеното военно присъствие в района. Над главите им кръжат 2 хеликоптера – 1 от полицията и друг от армията.

### Сигналните ракети
Около 5:55 следобяд червени сигнални ракети са изстреляни от близката кула на Министерството на външните работи. Около 6:15 са изстреляни други 2 сигнални ракети, този път от хеликоптер и едната е зелена, а другата червена, като 5000 войници, 200 бронетранспортьори и военни камиони обкръжават площада.
Голяма част от това, което се случва след първите изстрели, остава мъгливо и неопределено десетилетия след 1968 г. Обаче много е вече потвърдено, откакто източници на американското и мексиканското правителство разсекретяват архиви от това време. Въпросът кой дава първия изстрел остава неразрешен години след погрома. Мексиканското правителство заявява, че започналата стрелба от околните апартаменти била повод за атаката на военните, докато студенти и протестиращи твърдят, че хеликоптерите дали сигнал на военните да започнат да стрелят в тълпата. Авторката и журналистка Елена Понятовска въз основа на интервюта, взети от присъствалите тази нощ, описва случилото се в книгата си „Клането в Мексико“.
- „...Сигнални ракети се появяват внезапно в небето и всички спонтанно погледнали нагоре. Тогава се чуват първите изстрели. Тълпата изпада в паника и хуква на всички посоки.“[11]

### Паника на площада
Въпреки усилията за възстановяване на реда на площада бързо изпадат в хаос. Скоро след това батальон „Олимпия“, войници, полиция и Федералната дирекция „Сигурност“ е наредено да арестуват ръководителите на НСС и да продължи офанзивата в Плаза. Членовете на батальон „Олимпия“ са в цивилни дрехи и носят бели ръкавици и бял шал около лявата си ръка за разлика от цивилните, за да се избегне приятелски огън от войниците. Капитан Ернесто Моралес Сото отбеляза, че „... веднага след като е уволнен от предварително зададени факли сигнал, трябва да блокират изходите от площада, за да се попречи на хората да напускат или влизат.“

### Извозване на ранените и убититие
Последвалото нападение на площада оставя стотици мъртви и много повече ранени. Войниците стрелят в тълпата, бият не само протестиращите, но и случайно присъстващите лица. Демонстранти и наблюдатели, включително младежи, журналисти (сред които е италианката Ориана Фалачи) и деца, са засегнати от изстрелите и скоро могили от трупове покриват площада. Междувременно в сградата „Чиуауа“, където се намират говорителите, членове на батальона „Олимпия“ бутат хората и им нареждат да легнат на земята близо до стените на асансьорната шахта.
Разстрелите продължават през нощта като войниците ходят от сграда на сграда и обискират всички домове в близост до площада. Изключват тока и телефоните на сградата „Чиуауа“, както и останалата част от квартала. Свидетели на събитието твърдят, че първо извозвали телата в линейки, а по-късно военни служители трупали телата, без да се знае дали са живи или мъртви, във военни камиони, а някои твърдят, че за целта били използвани и боклукчийски камиони. Войниците събирали студентите в сградата „Чиуауа“, изправяли ги до стените на асансьора, карали ги да се съблекат и ги пребивали от бой. Други свидетели твърдят, че в следващите няколко дни членове на олимпийския батальон се дегизирали като служители на електрификацията или телефонната компания, за да инспектират останалите къщи за укрили се студенти.

### Версиите за събитието
Официалното правителствено обяснение на инцидента е, че въоръжени провокатори сред демонстрантите, разположени в сградите, с поглед към тълпата, започнали престрелката. Изведнъж, оказали се мишени на снайперисти, силите за сигурност просто връщат стрелбата в самоотбрана. На следното утро вестниците съобщават, че между 20 и 28 души са убити, стотици са ранени, както и стотици арестувани в инцидента. По-голямата част от мексиканските медии съобщават, че студентите предизвикват смъртоносния огън на военните в отговор на снайперистки изстрели от сградите на апартаментите около площада. Вестник „Ел Диа“ („Денят“) в сутрешното си издание на 3 октомври 1968 г. помества следното заглавие: „Престъпна провокация в Тлателолко води до ужасни кръвопролития.“ Контролираните от правителството медии надлежно докладвали версията на мексиканското правителство за събитията през нощта, но макар и късно истината за трагедията се разкрива.

### Разследването през 2001 г.
Разследване през 2001 г. разкрива документи, които показват, че снайперите са били членове на президентската гвардия, които са били инструктирани да стрелят по военните, за да ги провокират да отвърнат на огъня.

## Разследване и официални отговори
През 1998 г. президентът Ернесто Зедийо, на 30-годишнината от събитията в Тлателолко, упълномощава конгресно разследване на събитията от 2 октомври 1968 г. Въпреки това правителството на Институционалната революционна партия (ПРИ, на испански: PRI) продължава своето упорство и не показва официалните държавни документи, отнасящи се до инцидента. През 2002 г. по време на интервю в програмата на Националното обществено радио „Разглеждайки всичко“ (на английски: All Things Considered) Кейт Дойл, директор на отдела „Проект Мексиканска документация“ в архива на Американската национална сигурност, описва правителствените разследвания: "...имам предвид, че е имало разследвания през годините. В действителност бившият президент на Мексико Мигел де ла Mадрид е бил интервюиран вчера в печата и е казал, че той бил поискал от военните и от министъра на вътрешните работи документи и снимки на демонстрацията, но бил подложен на огромен политически натиск да забрави за разследването. И когато той продължил да настоява, военните и Министерството на вътрешните работи заявили, че техните досиета са в безпорядък и нямат нищо".
Въпросите остават след тъжната нощ и отнемат на мексиканското правителство над 30 години, за да отговори. Накрая през 2001 г. президентът Висенте Фокс, който завършва 70-годишното управление на ПРИ, се опитва да разреши основния от тези въпроси: кой е оркестрирал погрома? Президентът Фокс нарежда да се разсекретят преди това секретните документи относно погрома.
Документите разкриват, че преразказът на събитията, синтезиран от Елена Понятовска и открит от Кейт Дойл, е точен.
| „                                      | Хиляди са студентите, събрани на площада и, както вие казвате, версията на правителството е, че студентите откриват огън. Ами днес има доста ясни доказателства, че Олимпийската бригада, съставена от специалните части на президентската гвардия, открива огън от сградите, които обграждат площада; това е събитието, което предизвика клането. | “ |
| интервю на Кейт Дойл, 14 февруари 2002 | |   |

Президентът Фокс назначава прокурора Игнасио Карийо Прието (на испански: Ignacio Carrillo Prieto) през 2002 г. да потърси отговорност и започне преследване на тези, които са наредили клането.
През 2006 г. бившият президент Луис Ечеверия е арестуван по обвинение в геноцид. Въпреки това през март 2009 г., след заплетен процес на обжалване, обвиненията в геноцид срещу Ечеверия са отхвърлени. Мексиканският вестник „Новини“ съобщава, че „... колегия от 3 съдии в Апелационния съд постанови, че няма достатъчно доказателства да се свърже Ечеверия с насилственото потискане на демонстрацията на стотиците протестиращи студенти на 2 октомври 1968 г...“
Въпреки решението на съдиите прокурор Карийо Прието се изказа, че ще продължи разследването си и не отхвърля обвиненията си срещу Eчеверия, но ще ги отнесе пред Организацията на обединените нации, Международния съд и Междуамериканската комисия по правата на човека.

## САЩ и погромът
През октомври 2003 г. ролята на американското правителство в погрома на демонстрацията в Тлателолко се обнародва, след като Архивът на националната сигурност(National Security Archive) публикува серия от документи на ЦРУ, Пентагона, Държавния департамент, ФБР и Белия дом по силата на Закона за свобода на информацията.
Документите разкриват:
- В отговор на загриженоста на мексиканското правителство за сигурността по време на олимпийските игри Пентагонът изпраща военна екипировка, радиостанции, амуниции и учебни материали за контрол на демонстрации, както преди, така и след кризата.
- Постът на ЦРУ в Мексико сити е изпращал дневни доклади по повод развитието на събитията между студентската младеж и мексиканското правителство от юли до октомври.
- Само 6 дни преди погрома в Тлателолко Ечеверия и шефът на Федералната сигурност Фернандо Гутиерес Бариос казват на ЦРУ, че ситуацията ще бъде окончателно контролирана много скоро.
- Правителството на Диас Ордас нагласило един от студентските лидери да обвини дисиденти от ПРИ като Карлос Мадрасо в подготовка и финансиране на студентското движение.

## Отзвук днес
- През 1993 г., в памет на 25-годишнината от погрома, на площада се издига паметна плоча с имената на загиналите студенти (виж снимката в началото на статията).
- В зала на УНАМ има музейна сбирка, разказваща за събитията в статии и снимки от периода.
- В сградата на Върховния национален съд има стенопис, отбелязващ погрома.
- През 2006 г. болнавият 84-годишен Ечеверия е обвинен в геноцид и е поставен под домашен арест. Обвиненията са свалени поради изтекла давност само 1 месец след арестуването му.
- През декември 2008 г. Мексиканският сенат обявява 2 октомври за Ден на национален траур.

## В медиите
- През 1971 г. Елена Понятовска издава белетристичния си роман „Нощта на Тлателолко“, който описва в серия от интервюта и извадки от пресата събитията преди, по време и след събитията.
- Алехандро Ходоровски рисува драматично сюжета през 1973 г., като изобразява птици, излитащи от раните на умиращите студенти.
- Филмът „Червено зазоряване“ (1989) под режисурата на Хорхе Фонс, е филм, разглеждащ живота през този ден на средно семейство, живеещо в апартамент срещу площада, основан на свидетелства на очевидци и жертви на погрома. В главните роли са Хектор Бонийя, Мария Рохо, Братя Бичир, Едуардо Паломо и други.
- През 1999 Роберто Боланьо издава романа си „Амулет“, повествование на събитията през погледа на жена на име Огзилио (което на испански ще рече помощ). Огзилио е в тоалетната на унивеситета и попада в капан през полицейския щурм. Книгата е преведена на английски през 2005 г. и е издадена от издателство „Нови посоки“.
- Документалистът Ричард Диндо излиза с филма „Нито забрава, нито прошка“ (2004) (на испански: Ni olvido, ni perdón) с интервюта на участници и очевидци, както и с исторически кадри от филмови ленти.
- Театър Тако, испаноиезичен театър на Мелбърнския университет, поставя за пръв път на сцена „Червено зазоряване“ през май 2008 г., в театър „Гилд“ в Мелбърн.
- Филма „Тлателолко: Мексико 68“ (излязъл на екран през 2011 г.), фокусира върху съдбата на американски журналист, попаднал в центъра на събитията от 2 октомври 1968 г.

## 40-годишнината
На 2 октомври 2008 г. в Мексико сити се провеждат два марша за отбелязване на 40-а годишнина на погрома. Първият е от Учителския институт (на испански: Escuela Normal Superior de Maestros) до централния градски площад „Сокало“ (на испански: Zocalo). Вторият тръгва от Националната политехника (на испански: Instituto Politécnico Nacional) до мястото на погрома на Площада на трите култури. Според организационния комитет на събитието „Комитет на 68-а“ 40 000 души се отзовават на митинга.
- От Учителския институт до „Сокало“
- Момент от марша до „Сокало“
- Плакатът е „No estuve ahí pero no olvido“ (Не съм бил там, но няма да забравя)
- Тебеширни очертания на човешки тела и на гълъби върху основното авеню на града „Централна ос“, (на испански: Eje Central)